# Мост Ракоци
Мост Ра́коци (венг. Rákóczi híd, до 2011 года назывался Мост Ладьманьоши венг. Lágymányosi híd) — автодорожный металлический балочный мост через Дунай в Будапеште, Венгрия.
Соединяет дорогу Сереми (XI район) и бульвар Кёньвеш Кальман (IX район). Это первый автодорожный мост в Будапеште, который был назван не в честь человека, а в честь района Ладьманьош, также это самый южный мост города и один из новейших мостов венгерской столицы после моста Медьери.
Строительство моста было начато в 1992 году по проекту инженера Т. Шиграи, открытие состоялось 30 октября 1995 года. Мост имеет специальные огромные зеркала, которые освещают дорогу равномерно с 35-метровой высоты. В 2002 году на Пештской стороне недалеко от моста был открыт Национальный театр, в 2005 — Дворец искусств.
В 2011 году был переименован в мост Ракоци.